# Civrieux-d'Azergues
Civrieux-d'Azergues es una comuna francesa situada en el departamento de Ródano, de la región de Auvernia-Ródano-Alpes. Pertenece a la comunidad de comunas Beaujolais-Pierres Dorées.

## Demografía
| 452 | 537 | 768 | 898 | 1 099 | 1 299 | 1 396 | 1 520 |
| Para los censos de 1962 a 1999 la población legal corresponde a la población sin duplicidades (Fuente: INSEE [Consultar]) |     |     |     |       |       |       |       |